# Scanntronik

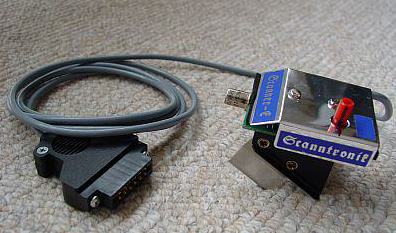
Scanntronik-Scanner für den C64

Die Scanntronik Mugrauer GmbH ist eine deutsche Computerfirma aus Zorneding bei München, die von Hubert Mugrauer im Jahr 1985 offiziell registriert wurde. Etwas später wurde Mugrauer auf Hans Haberl aufmerksam, dessen Malprogramm Hi-Eddi in der Januarausgabe des Magazins 64’er als Listing abgedruckt wurde und den er als freien Programmierer einstellte. Die Firma stellt elektronische Geräte und Software für den EDV-Bereich her.
Mitte der 1980er Jahre veröffentlichte das Unternehmen die C64-Softwaretitel Printfox und Pagefox. Weiterhin war es die erste Firma, die für den Heimcomputer C64 einen Handscanner anbot. Zuvor hatte Scanntronik ein Gerät im Angebot, das der C64-Besitzer auf dem Druckkopf eines Nadeldruckers befestigen konnte, um über dieses Gerät Papiervorlagen in den Rechner scannen zu können.
Seit Mitte der 1990er Jahre fokussiert sich die Scanntronik Mugrauer GmbH auf die Entwicklung, Produktion und den Verkauf von flexiblen Datenloggern, Mess- und Sensor-Systemen. Dabei stehen besonders Systeme für die Überwachung und Langzeitaufzeichnung von Riss-Bewegungen an Bauwerken, die Messung von Holzfeuchte / Materialfeuchte und Datenlogger für Sachverständige für Schäden an Gebäuden im Mittelpunkt. Das Unternehmen bietet zusätzlich Datenlogger für die Bodenfeuchte-Analyse, Detektion von Vibrationen, Erschütterungen und Beschleunigung, Spannung/Strom und vieles mehr an. Auch die automatische Übertragung der gesammelten Messwert ins Büro oder in Cloud-basierte Web-Anwendungen ist möglich.

## Produkte
- Pagefox – ein DTP-Programmpaket mit Hardware,
- Printfox – eine Textverarbeitung,
- Digifox – ein Modul zum Digitalisieren von TV- und Videobildern,
- Videotext Decoder – ein Videotext-Decoder zum Anzeigen und Speichern von Videotextseiten,
- Handyscanner 64 – ein S/W-Scanner,
- Genbox – ein Interface zur Videobearbeitung,
- Superscanner III – ein Scanner-Aufsatz für Nadeldrucker,
- TVGA-Konverter – zum Konvertieren von Videosignalen und
- eine proportionale Maus